# Додекасульфид гептатория
Додекасульфид гептатория — бинарное неорганическое соединение
тория и серы
с формулой Th7S12,
чёрные кристаллы.

## Получение
- Разложение при нагревании дисульфида тория в вакууме [1]:

{\displaystyle {\mathsf {7ThS_{2}\ {\xrightarrow {1500^{o}C}}\ Th_{7}S_{12}+2S}}}

## Физические свойства
Додекасульфид гептатория образует чёрные кристаллы
гексагональной сингонии, пространственная группа P 63/m, параметры ячейки a = 1,1067 нм, c = 0,3992 нм, Z = 3
.
Соединение плавится при температуре 1770°C.